# Mischa Maisky
Mischa Maisky (letón: Miša Maiskis, hebreo: מישה מייסקי; Riga, 10 de enero de 1948) es un violonchelista letón. Nació en Letonia, entonces parte de la Unión Soviética.

## Biografía
Mischa Maisky comenzó a tomar clases de violonchelo a los nueve años, primero en la Escuela de Música Municipal y después en el Conservatorio de Riga. Sus hermanos tocaban ya el piano y el violín, así que la elección del violonchelo fue una decisión natural. En 1962, a los 14 años, se cambió al Conservatorio de Leningrado. Un año después fue admitido al Conservatorio de Moscú, en la clase de Mstislav Rostropóvich. En 1966 logró el sexto puesto en el Concurso Internacional Chaikovski en Moscú. 

En 1970 fue condenado a pasar dos años en un campo de trabajo cerca de Gorki, quizás debido a que su hermana se había exiliado a Israel el año anterior. Un amigo médico lo trasladó a una clínica psiquiátrica, puesto que esta era la única posibilidad para escapar de su arresto. Después de su puesta en libertad emigró a Israel y trasladó después su residencia a Bélgica. 

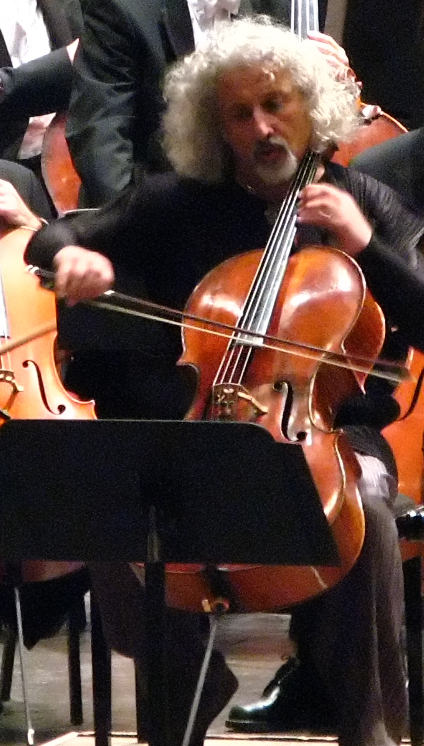
Mischa Maisky en 2006.

En 1973 ganó el Concurso Internacional de violonchelo Gaspar Cassadó en Florencia. En el mismo año debutó en el Carnegie Hall con la Orquesta Sinfónica de Pittsburgh bajo la dirección de William Steinberg. Tras el concierto, un admirador anónimo le regaló un violonchelo Montagnana de 1720. Por mediación de Rostropóvich estudió con Gregor Piatigorsky en Los Ángeles. Durante cuatro meses tocó y habló casi cada día con él, mientras que con Rostropóvich, esto solo era posible cuando no estaba de gira. Es pues el único chelista que ha recibido clases de Rostropóvich y Piatigorsky. Respecto a los ocho años de estudio repartidos entre sus dos grandes maestros, Maiski dice: "Ambos son figuras únicas en el mundo de la música. Son irrepetibles y diferentes a los demás, pero muy similares entre sí. Una de las cosas fundamentales que aprendí tanto de Rostropóvitch como de Piatigorski fue que debía concentrarme en mi instrumento como tal. Es decir, como algo que no es más que un vehículo para llegar al absoluto, que es la música".
En 1982 comenzó una colaboración con Deutsche Grammophon. La primera grabación fue el Doble concierto para violín y chelo de Brahms junto a Gidon Kremer y la Filarmónica de Viena, dirigida por Leonard Bernstein. Le siguió en 1985 una grabación de las Suites para violonchelo solo de Bach. Desde entonces muchas de sus grabaciones han sido merecedoras de importantes premios internacionales, incluyendo el Grand Prix du Disque y el Récord Academy Prize. En 1992 tocó por primera vez en los Proms de Londres, y al año siguiente en el Festival de Salzburgo junto a Martha Argerich.
Durante su carrera ha formado tándem con los pianistas Martha Argerich y Radu Lupu, el violinista Gidon Kremer y los directores Leonard Bernstein, Zubin Mehta, Vladímir Ashkenazi, Daniel Barenboim y Giuseppe Sinopoli. Ha tocado en los escenarios de todo el mundo y realizado cientos de grabaciones.
En 2003, tocó el Adagio con Variaciones de Respighi y Kol Nidrei de Max Bruch, en el St. Petersburg Symphony Hall con la orquesta titular y Yuri Temirkánov durante la celebración de los 300 años de San Petersburgo. También ha formado parte de un trío de estrellas, junto con Itzhak Perlman y Evgeny Kissin, que actuó en el Carnegie Hall en diciembre de 2015.
Es el padre de la pianista Lily Maisky (nacida en 1987), con la cual actúa a menudo a dúo.

## Estilo interpretativo
Maisky dice de su manera de abordar la interpretación: "Trato de estudiar la pieza que voy a interpretar, pero no solamente la partitura sino que investigo sobre el compositor, la época y condiciones en las que escribió el tema, su vida en aquel momento. Trato de pensar en lo que él trataba de expresar. Y es maravilloso porque uno encuentra muchas cosas en el camino. Y tratar de llevar eso a públicos tan diferentes alrededor del mundo es muy excitante. Para una buena actuación se necesita la combinación de muchas cosas. En primer lugar estar cómodo. El artista tiene que estar en buena condición, tanto física como emocionalmente. Necesitas tener la mejor compañía, ya sea una orquesta de cámara o una gran orquesta. Comunicación con el director de la orquesta. La acústica también es importantísima. Y, por supuesto, la audiencia. La correcta combinación de todo esto te permitirá una buena interpretación. Pero, claro, como todos somos seres humanos es difícil que todo esto funcione a la vez. No somos máquinas. Algunos estarán afectados por algún tipo de malestar. El artista siempre trata de darle lo mejor al público y este debe responder con generosidad emocional. Cuando un artista ofrece su corazón a la audiencia, incluso cuando no está en su mejor momento, el público lo sabe y agradece. Es un momento muy especial para mucha gente".
También se dice afortunado por ser: "el único chelista que grabó grandes conciertos para chelo (de Dvorak, Schumann y el doble para chelo y violín de Brahms) con el maestro Leonard Bernstein, quien no era sólo un gran músico, sino un intelectual con una pasión incontenible, incomparable. Dirigía cada concierto, sin importar la orquesta, con una entrega única, como si fuera el último de su vida. Eso hace la gran diferencia entre un buen músico de un gran artista: la capacidad de abrirse y llegar al corazón de quienes te escuchan. Esa capacidad de comunicación es única y Bernstein la tenía". Con Bernstein pudo compartir una visión apasionada de la interpretación que no ha abandonado y que le permite llegar al corazón de las audiencias en sus actuaciones en directo, pero que también se puede apreciar en sus múltiples grabaciones con su instrumento cuyo repertorio ha contribuido a ensanchar de forma considerable.

## Discografía selecta
| Año  | Álbum                                                                              | Sello                     |
| ---- | ---------------------------------------------------------------------------------- | ------------------------- |
| 1984 | Brahms: Doble concierto; Obertura del festival académico                           | DG                        |
| 1985 | Bach: Variaciones Goldberg, Versión for String Trío                                | Orfeo                     |
| 1985 | Schubert: Sonata arpeggione; Schumann: Fantasiestücke, Op. 73                      | Philips                   |
| 1985 | Bach: 6 Suites para violonchelo solo, BWV 1007-1012                                | DG                        |
| 1985 | Bach: Sonatas para violonchelo BWV 1027-1029                                       | DG                        |
| 1987 | Haydn: Conciertos para violonchelo                                                 | DG                        |
| 1990 | Brahms: Concertos                                                                  | DG                        |
| 1991 | Meditation                                                                         | DG                        |
| 1991 | Beethoven: Sonatas para violonchelo Op. 5; Variaciones                             | DG                        |
| 1991 | Elgar: Concierto para violonchelo; Chaikovski: Variaciones rococó                  | DG                        |
| 1992 | Adagio                                                                             | DG                        |
| 1993 | Cellissimo                                                                         | DG                        |
| 1993 | Beethoven: Sonatas para violonchelo Op. 69 & 102; Variaciones                      | DG                        |
| 1994 | Elgar: Variaciones Enigma; Concierto para violonchelo; Serenata para cuerdas       | DG                        |
| 1994 | Shostakovich: Concierto para violonchelo n.º 1 & n.º 2                             | DG                        |
| 1995 | Vivaldi, Boccherini: Conciertos para violonchelo                                   | DG                        |
| 1995 | Beethoven: Las sonatas para violonchelo                                            | DG                        |
| 1996 | Schubert: Canciones sin palabras                                                   | DG                        |
| 1997 | Miaskovsky: Sinfonía concertante; Prokofiev: Concierto para violonchelo            | DG                        |
| 1997 | Brahms: Concierto para violín; Doble concierto                                     | DG                        |
| 1997 | Chaikovski: Variaciones Rococo; Andante cantabile                                  | DG                        |
| 1997 | Brahms: Canciones sin palabras                                                     | DG                        |
| 1998 | Saint-Saëns: Concierto para violonchelo n.º 1; Sonata para violonchelo n.º 1       | DG                        |
| 1998 | Bach: 3 Sonatas para violonchelo; Vivaldi: 2 Conciertos para violonchelo           | DG                        |
| 1999 | Bach: 6 Suites para violonchelo solo                                               | DG                        |
| 1999 | Brahms: Las sonatas para violonchelo                                               | DG                        |
| 1999 | Shostakovich, Chaikovski: Tríos                                                    | DG                        |
| 1999 | Après un rêve                                                                      | DG                        |
| 1999 | Elgar: Variaciones Enigma; Concierto para violonchelo                              | Decca                     |
| 1999 | Bach: 6 Suites para violonchelo solo [1999 Recording]                              | DG                        |
| 2000 | Schumann: Concierto para violonchelo; 5 Stücke im Volkston; Adagio y allegro; etc. | DG                        |
| 2001 | Maisky & Argerich Live in Japan                                                    | DG                        |
| 2002 | Mendelssohn: Sonatas para violonchelo; Variaciones; 7 Canciones sin palabras       | DG                        |
| 2003 | Elgar: Concierto para violonchelo; Variaciones Enigma; Pompa y circunstancia 1 & 4 | DG                        |
| 2003 | Bach: Suites for Solo Stringed Instruments                                         | DG                        |
| 2004 | Brahms: Cuarteto para piano n.º 1 Op. 25; Schumann: Fantasiestücke Op. 88          | DG                        |
| 2004 | Beethoven: Triple concierto; Schumann: Concierto para piano                        | EMI                       |
| 2004 | Dvořák: Concierto para violonchelo; R. Strauss: Don Quijote                        | DG                        |
| 2005 | Vocalise: Russian Romances                                                         | DG                        |
| 2005 | Mischa Maisky and Martha Argerich in Concert                                       | DG                        |
| 2006 | Franck, Debussy: Sonatas para violonchelo; Debussy: La plus que lente; Minstrels   | EMI                       |
| 2007 | Bach: Variaciones Goldberg                                                         | DG                        |
| 2007 | Rachmaninov: Elégie                                                                | DG                        |
| 2007 | Shostakovich: Quinteto para piano; Trío n.º 1; 5 Piezas                            | Onyx                      |
| 2008 | Morgen: Obras de Strauss & Dvořák                                                  | DG                        |
| 2009 | Chaikovski, Rachmaninov: Tríos para piano                                          | DG                        |
| 2011 | ¡España!                                                                           | DG                        |
| 2011 | My Dearest Martha: Eine Personliche Auswahl von Mischa Maisky                      |                           |
| 2011 | Dvorák, Elgar: Conciertos para violonchelo                                         | DG                        |
| 2013 | Cello Encores                                                                      | DG                        |
| 2016 | Chopin: Concierto para piano; Sonata para piano y violonchelo en sol menor         | Fryderyk Chopin Institute |
|      | Silent Woods: The Heart of the Cello                                               | DG                        |